# Mexikói kékmadár
A mexikói kékmadár (Sialia mexicana) a madarak osztályának verébalakúak (Passeriformes)  rendjébe és a rigófélék (Turdidae) családjába tartozó faj.

## Rendszerezése
A fajt William Swainson angol ornitológus írta le 1832-ben.

## Alfajai
- Sialia mexicana mexicana (Swainson, 1832) - Közép-Mexikó déli része
- Sialia mexicana occidentalis (J. K. Townsend, 1837) - Kanada délnyugati része, az Amerikai Egyesült Államok nyugati államainak partmenti része és onnan délre egészen Alsó-Kalifornia államig
- Sialia mexicana bairdi (Ridgway, 1894) - az Amerikai Egyesült Államok nyugati államainak partvidéktől távoli, belső része, valamint Észak-Mexikóban Sonora és Chihuahua államok
- Sialia mexicana amabilis (R. T. Moore, 1939) - Közép-Mexikó északi része
- Sialia mexicana jacoti (A. R. Phillips, 1991) - az Amerikai Egyesült Államok középső államainak déli része és északkelet-Mexikó
- Sialia mexicana nelsoni (A. R. Phillips, 1991) - közép-Mexikó[2]

## Előfordulása
Kanada, az Amerikai Egyesült Államok és Mexikó területén honos. Természetes élőhelyei a tűlevelű- és lombhullató erdők, magaslati cserjések, valamint szántóföldek és ültetvények. Vonuló faj.

## Megjelenése
Testhossza 19 centiméter, tömege 24-31 gramm.
|  |  |

## Életmódja
Tavasszal és nyáron főként ízeltlábúakkal táplálkozik, ősszel gyümölcsökkel egészíti ki.

## Szaporodása
Fészekalja 2-8 tojásból áll, melyen 12-17 napig kotlik.
|  |  |

## Természetvédelmi helyzete
Az elterjedési területe rendkívül nagy, egyedszáma pedig növekvő. A Természetvédelmi Világszövetség Vörös listáján nem fenyegetett fajként szerepel.